# Хохлома

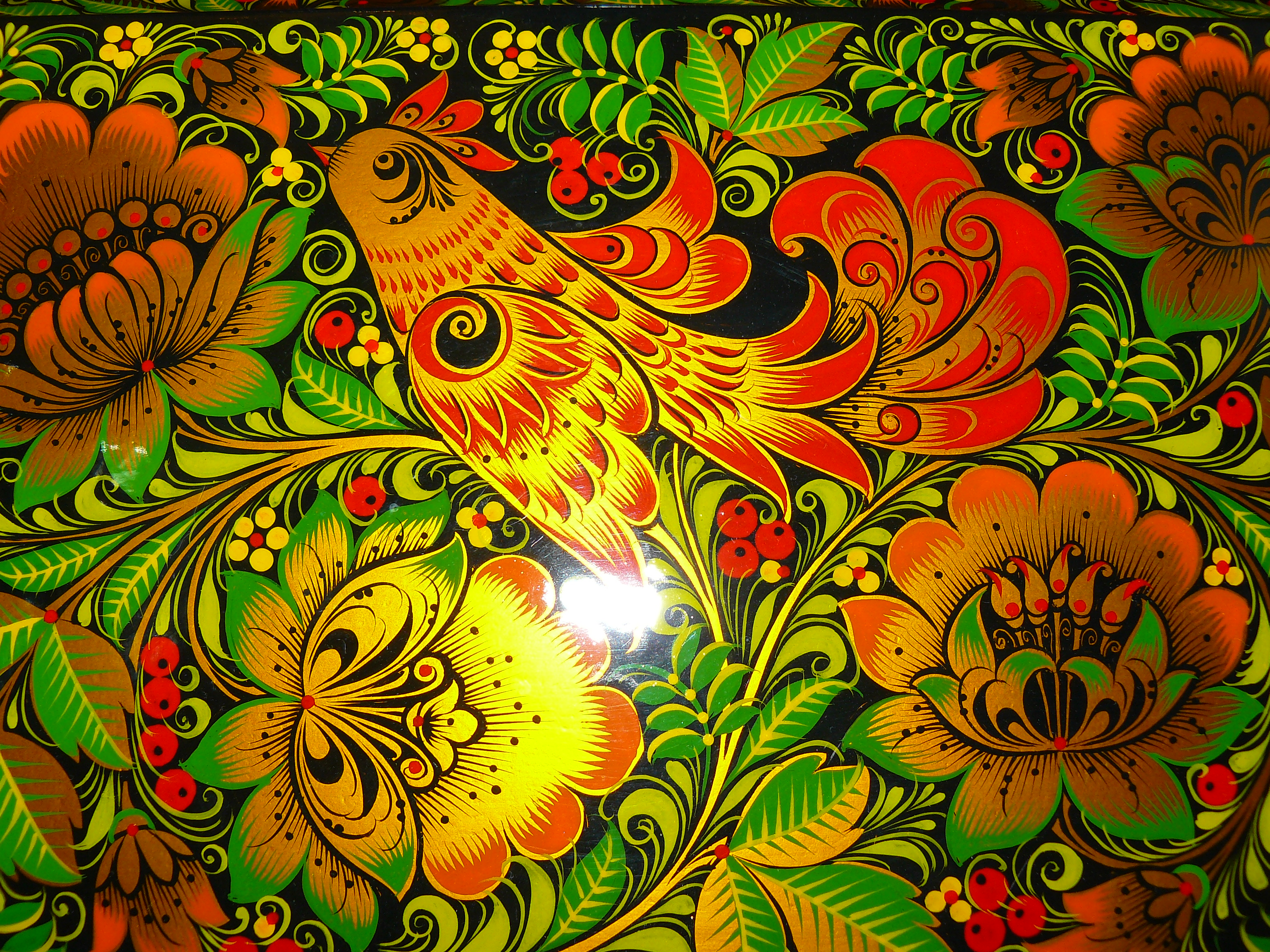
Хохломський розпис на скринці

Хохлома або хохломський розпис — російський народний художній промисел, що походить з однойменного села Нижньогородської області.